# Ribeira da Luz
A Ribeira da Luz é um curso de água português, localizado na freguesia açoriana dos Altares, concelho de Angra do Heroísmo, ilha Terceira, arquipélago dos Açores.
Este curso de água encontra-se geograficamente localizado na parte Oeste da ilha Terceira, dentro das coordenadas de 38°48′00″ Norte e 27°17′00″ Oeste e tem a sua origem a cerca de 500 metros de altitude, no centro da ilha. A sua bacia hidrográfica apesar de não ser de dimensão apreciável drena parte do Oeste da ilha e dirige-se para a costa Norte desaguando no Oceano Atlântico do cimo de uma falésia com cerca de 200 metros de altura.
Esta ribeira estabelece limite para a IBA do Raminho, que se estende desde o Local do Pesqueiro Velho é constituída por duas zonas, a saber a zona do Raminho, que se estende ao longo da costa, desde a foz da Grota do Trancão até à Ribeira da Luz.